# Saison 2 de Kung Fu Panda : L'Incroyable Légende
Chronologie
Saison 1 Saison 3
Cet article présente les vingt-six épisodes de la deuxième saison de la série télévisée d'animation américaine Kung Fu Panda : L'Incroyable Légende (Kung Fu Panda: Legends of Awesomeness).

## Synopsis
La série suit les aventures de Po et ses camarades.

## Distribution

### Personnages principaux
- Mick Wingert (en) (VF : Pascal Nowak) : Po Ping et l'interprète du générique
- Fred Tatasciore (VF : Philippe Ariotti) : Maître Shifu
- Kari Wahlgren (VF : Laura Blanc) : Maître Tigresse
- James Sie (VF : William Coryn) : Maître Singe
- Amir Talai (VF : Olivier Podesta) : Maître Grue
- Lucy Liu (VF : Nathalie Spitzer) : Maître Vipère
- Max Koch (VF : Xavier Fagnon) : Maître Mante
- James Hong (VF : Michel Tureau) : Mr Ping
- Neil Frost (VF : Frédéric Souterelle)  : Le Sergent Hu
- Laraine Newman (VF : Brigitte Virtudes)  : Yan Fan

## Liste des épisodes

### Épisode 1: La brute au cœur tendre
- États-Unis : 6 avril 2012 sur Nickelodeon
- France : sur TF1

### Épisode 2: Un élève impérial pas trop doué
- États-Unis : 26 septembre 2012 sur Nickelodeon

### Épisode 3: Les chasses du général Tsin
- États-Unis : 13 octobre 2012 sur Nickelodeon

### Épisode 4: Po et les fantômes (The Po Who Cried Ghost)
- États-Unis : 27 octobre 2012 sur Nickelodeon

### Épisode 5: Les souliers magiques
- États-Unis : 3 novembre 2012 sur Nickelodeon

### Épisode 6: Ennemis intimes
- États-Unis : 10 novembre 2012 sur Nickelodeon

### Épisode 7: Kiba: le nouveau guerrier dragon (partie 1)
- États-Unis : 12 novembre 2012 sur Nickelodeon

### Épisode 8: Kiba: le nouveau guerrier dragon (partie 2)
- États-Unis : 12 novembre 2012 sur Nickelodeon

### Épisode 9: Le médaillon
- États-Unis : 24 novembre 2012 sur Nickelodeon

### Épisode 10: Un cadeau qui vient du cœur (Present Tense)
- États-Unis : 8 décembre 2012 sur Nickelodeon

### Épisode 11: Le dos de Shifu
- États-Unis : 14 janvier 2013 sur Nickelodeon

### Épisode 12: Les soldats en terre cuite (Terror Cotta)
- États-Unis : 15 janvier 2013 sur Nickelodeon

### Épisode 13: Les globes de maître Ding
- États-Unis : 16 janvier 2013 sur Nickelodeon

### Épisode 14: Le festival (The Maltese Mantis)
- États-Unis : 17 janvier 2013 sur Nickelodeon

### Épisode 15: Privé de banquet
- États-Unis : 18 janvier 2013 sur Nickelodeon

### Épisode 16: Le justicier de minuit
- États-Unis : 20 janvier 2013 sur Nickelodeon

### Épisode 17: Un messager borné
- États-Unis : 22 janvier 2013 sur Nickelodeon

### Épisode 18: Un poisson nommé Mugan
- États-Unis : 23 janvier 2013 sur Nickelodeon

### Épisode 19: Grue doute de lui
- États-Unis : 24 janvier 2013 sur Nickelodeon

### Épisode 20: Le musée secret du kung Fu
- États-Unis : 25 janvier 2013 sur Nickelodeon

### Épisode 21: Po, le jeune mariée (Bride of Po)
- États-Unis : 14 février 2013 sur Nickelodeon

### Épisode 22: Cinq, c'est assez (Five is Enough)
- États-Unis : 17 juin 2013 sur Nickelodeon

### Épisode 23: Pas de Kung Fu (Mama Told Me Not to Kung Fu)
- États-Unis : 18 juin 2013 sur Nickelodeon

### Épisode 24: Singe a le béguin(Secret Admirer)
- États-Unis : 19 juin 2013 sur Nickelodeon

### Épisode 25: Le légendaire Qilin
- États-Unis : 20 juin 2013 sur Nickelodeon

### Épisode 26: Lidong, le colosse (Huge)
- États-Unis : 21 juin 2013 sur Nickelodeon